# Asternähnliche
Die Einteilung der Lebewesen in Systematiken ist kontinuierlicher Gegenstand der Forschung. So existieren neben- und nacheinander verschiedene systematische Klassifikationen. 
Das hier behandelte Taxon ist durch neue Forschungen obsolet geworden oder ist aus anderen Gründen nicht Teil der in der deutschsprachigen Wikipedia dargestellten Systematik.
Die Asternähnlichen (Asteridae) bilden in einigen Systematiken eine umfangreiche Unterklasse der Dreifurchenpollen-Zweikeimblättrigen (Rosopsida). Sie entsprechen weitgehend den Asteriden.

## Beschreibung
Die Kronblätter sind bei ihnen verwachsen (Sympetalie). Damit verbunden treten noch weitere abgeleitete Merkmale auf, wie tetracyclische Blüten (es sind also vier und nicht fünf Blütenblattkreise vorhanden); weil es nur noch einen episepalen, also über den Kelchblättern stehenden Staubblattkreis gibt; Polyandrie kommt niemals vor; die Fruchtblätter sind meist auf zwei reduziert, die  Samenanlage ist tenuinucellat und besitzt ein Integument (unitegmisch). Hervorzuheben sind die Tendenzen zur Bildung von Scheinblüten (Pseudanthien), zygomorphen Blüten, Verwachsungen der Antheren und unterständigen Fruchtknoten.

## Systematik
Die Asternähnlichen lassen sich in die folgenden 14 Ordnungen gliedern:
basale Gruppen
- Hartriegelartige (Cornales)
- Heidekrautartige (Ericales)

Euasterids I
- keine Eingliederung in eine Ordnung:
  - Raublattgewächse (Boraginaceae), Icacinaceae, Oncothecaceae, Vahliaceae
- Garryales
- Enzianartige (Gentianales)
- Lippenblütlerartige (Lamiales)
- Nachtschattenartige (Solanales)

Euasterids II
- keine Eingliederung in eine Ordnung:
  - Bruniaceae, Columelliaceae, Desfontainiaceae, Escalloniaceae, Paracryphiaceae
- Stechpalmenartige (Aquifoliales)
- Doldenblütlerartige (Apiales)
- Asternartige (Asterales)
- Kardenartige (Dipsacales)